# George Saintsbury

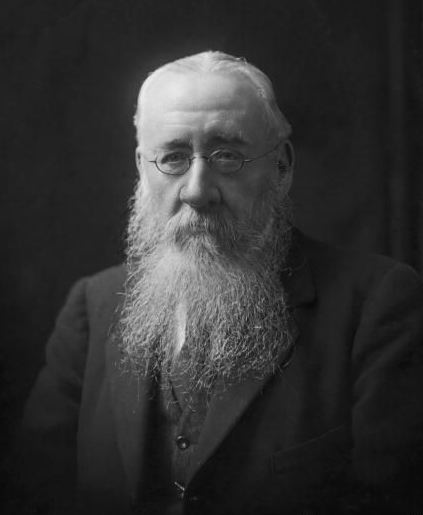

George Edward Bateman Saintsbury (23 de outubro de 1845 - 28 de janeiro de 1933), foi um escritor e crítico literário inglês.

## Ligações Externas
- Obras de George Saintsbury, do Projeto Gutenberg. (em inglês)